# Rhopalopsole taiwanica
Rhopalopsole taiwanica is een steenvlieg uit de familie naaldsteenvliegen (Leuctridae). De wetenschappelijke naam van de soort is voor het eerst geldig gepubliceerd in 2008 door Sivec & Shimizu.